# Disco (album Kylie Minogue)
Disco – piętnasty studyjny album australijskiej piosenkarki Kylie Minogue. Został wydany 6 listopada 2020 roku przez wytwórnię BMG. Większość utworów stylistycznie nawiązuje do muzyki disco z lat 70. i 80. oraz współczesnej muzyki klubowej. Główny singiel z albumu „Say Something” został wydany 23 lipca 2020 roku i miał swoją premierę w BBC Radio 2. Kolejnym utworem promującym krążek została piosenka „Magic”.  
Dzięki łącznej sprzedaży 54 905 egzemplarzy album zadebiutował na pierwszym miejscu notowania UK Albums Chart, stając się najlepszym debiutem 2020 roku. Disco jest ósmym albumem numer jeden Minogue w Wielkiej Brytanii, dzięki czemu piosenkarka pobiła rekord jako pierwsza artystka, której albumy były numerem jeden w ciągu pięciu kolejnych dekad (od lat 80. do 2020). 
7 listopada 2020 roku Minogue wystąpiła na żywo podczas wirtualnego koncertu Infinite Disco. W czasie występu wykonała utwory z nowego albumu, a także wcześniej wydane single z całego okresu swojej kariery.
12 listopada 2021 roku ukazała się reedycja albumu zatytułowana Disco: Guest List Edition. Krążek zawiera trzy nowe utwory nagrane z udziałem Jessie Ware, Years & Years oraz Glorii Gaynor, kilka remiksów utworów z wersji standardowej oraz piosenkę „Real Groove” zrealizowaną z gościnnym udziałem Dua Lipy. Reedycję promowały dwa single „A Second to Midnight” oraz „Kiss of Life”.

## Lista utworów
| Disco (Edycja standardowa) | Disco (Edycja standardowa) | Disco (Edycja standardowa)                                                         | Disco (Edycja standardowa)      | Disco (Edycja standardowa) |
| Nr                         | Tytuł utworu               | Autorzy                                                                            | Produkcja                       | Długość                    |
| -------------------------- | -------------------------- | ---------------------------------------------------------------------------------- | ------------------------------- | -------------------------- |
| 1.                         | „Magic”                    | Kylie Minogue, Michelle Buzz, Daniel Heløy Davidsen, Peter Wallevik, Teemu Brunila | Ph. D.                          | 4:10                       |
| 2.                         | „Miss a Thing”             | Minogue, Ally Ahern, Brunila, Nico Johann "Stadi" Hartikainen                      | Brunila, Stadi                  | 3:56                       |
| 3.                         | „Real Groove”              | Minogue, Alida Gaprestad, Brunila, Hartikainen                                     | Brunila, Stadi                  | 3:14                       |
| 4.                         | „Monday Blues”             | Minogue, Linslee Campbell, Maegan Cottone, Daniel Shah, Skylar Adams               | Adams                           | 3:09                       |
| 5.                         | „Supernova”                | Minogue, Cottone, Adams                                                            | Adams                           | 3:17                       |
| 6.                         | „Say Something”            | Minogue, Jonathan Green, Ash Howes, Richard "Biff" Stannard                        | Green, Stannard, Duck Blackwell | 3:32                       |
| 7.                         | „Last Chance”              | Minogue, Cottone, Adams                                                            | Adams                           | 3:03                       |
| 8.                         | „I Love It”                | Minogue, Stannard, Blackwell                                                       | Stannard, Blackwell             | 3:50                       |
| 9.                         | „Where Does the DJ Go?”    | Minogue, Shah, Adams, Kiris Houston                                                | Adams, Houston                  | 3:01                       |
| 10.                        | „Dance Floor Darling”      | Minogue, Campbell, Cottone, Adams                                                  | Adams                           | 3:12                       |
| 11.                        | „Unstoppable”              | Minogue, Fiona Bevan, Troy Miller                                                  | Miller                          | 3:34                       |
| 12.                        | „Celebrate You”            | Minogue, Cottone, Shah, Adams                                                      | Adams                           | 3:41                       |
|                            |                            |                                                                                    |                                 | 41:39                      |

| Disco deluxe edition bonus tracks | Disco deluxe edition bonus tracks | Disco deluxe edition bonus tracks | Disco deluxe edition bonus tracks | Disco deluxe edition bonus tracks |
| Nr                                | Tytuł utworu                      | Autorzy                           | Produkcja                         | Długość                           |
| --------------------------------- | --------------------------------- | --------------------------------- | --------------------------------- | --------------------------------- |
| 1.                                | „Till You Love Somebody”          | Minogue, Adams, Brunila, Campbell | Adams, Campbell                   | 3:02                              |
| 2.                                | „Fine Wine”                       | Minogue, Adams, Cottone           | Adams                             | 2:44                              |
| 3.                                | „Hey Lonely”                      | Minogue, Adams, Cottone           | Adams                             | 3:28                              |
| 4.                                | „Spotlight”                       | Minogue, Adams, Shah, Houston     | Adams, Houston                    | 2:44                              |
|                                   |                                   |                                   |                                   | 11:58                             |

| Disco: Guest List Edition Disc 2 | Disco: Guest List Edition Disc 2                          | Disco: Guest List Edition Disc 2                            | Disco: Guest List Edition Disc 2          | Disco: Guest List Edition Disc 2 |
| Nr                               | Tytuł utworu                                              | Autorzy                                                     | Produkcja                                 | Długość                          |
| -------------------------------- | --------------------------------------------------------- | ----------------------------------------------------------- | ----------------------------------------- | -------------------------------- |
| 1.                               | „A Second to Midnight” (z Years & Years)                  | Minogue, Stannard, Blackwell, Olly Alexander, Martin Sjølie | Stannard, Blackwell                       | 3:27                             |
| 2.                               | „Kiss of Life” (z Jessie Ware)                            | Minogue, Ware, James Ford, Danny Parker, Shungudzo          | Ford                                      | 3:13                             |
| 3.                               | „Can't Stop Writing Songs About You” (z Glorią Gaynor)    | Wallevik, Davidsen, Iain James, Sinéad Harnett              | PhD                                       | 3:04                             |
| 4.                               | „Real Groove” (z Dua Lipą)                                | Minogue, Brunila, Stadi, Gaprestad                          | Brunila, Stadi, William Bowerman          | 4:22                             |
| 5.                               | „Say Something” (Basement Jaxx remix)                     | Minogue, Green, Howes, Stannard                             | Green, Stannard, Blackwell, Basement Jaxx | 5:22                             |
| 6.                               | „Say Something” (F9 Club Mix)                             | Minogue, Green, Howes, Stannard                             | Green, Stannard, Blackwell                | 6:34                             |
| 7.                               | „Say Something” (Syn Cole Extended remix)                 | Minogue, Green, Howes, Stannard                             | Green, Stannard, Blackwell, Syn Cole      | 4:04                             |
| 8.                               | „Magic” (Purple Disco Machine Extended remix)             | Minogue, Brunila, Davidsen, Wallevik, Buzz                  | PhD, Purple Disco Machine                 | 5:07                             |
| 9.                               | „Real Groove” (Studio 2054 Initial Talk remix z Dua Lipą) | Minogue, Brunila, Stadi, Gaprestad                          | Initial Talk                              | 3:43                             |
| 10.                              | „Dance Floor Darling” (Linslee's Electric Slide remix)    | Minogue, Adams, Cottone, Campbell                           |                                           | 3:55                             |
|                                  |                                                           |                                                             |                                           | 42:51                            |

## Notowania i certyfikaty
| Lista przebojów (2020)              | Najwyższa pozycja |
| ----------------------------------- | ----------------- |
| Australia (ARIA Charts)             | 1                 |
| Austria (Ö3 Austria Top 40)         | 7                 |
| Belgia (Ultratop Flandria)          | 6                 |
| Belgia (Ultratop Walonia)           | 10                |
| Czechy (ČNS IFPI)                   | 15                |
| Dania (Album Top-40)                | 19                |
| Finlandia (Suomen virallinen lista) | 17                |
| Francja (SNEP)                      | 8                 |
| Hiszpania (PROMUSICAE)              | 8                 |
| Holandia (MegaCharts)               | 11                |
| Irlandia (IRMA)                     | 4                 |
| Kanada (Billboard Canadian Albums)  | 17                |
| Niemcy (Media Control Charts)       | 3                 |
| Nowa Zelandia (Recorded Music NZ)   | 9                 |
| Polska (OLiS)                       | 21                |
| Portugalia (AFP)                    | 15                |
| Słowacja (ČNS IFPI)                 | 33                |
| Stany Zjednoczone (Billboard 200)   | 26                |
| Szwajcaria (Alben Top 100)          | 4                 |
| Szwecja (Sverigetopplistan)         | 15                |
| Węgry (MAHASZ)                      | 33                |
| Wielka Brytania (OCC)               | 1                 |
| Włochy (FIMI)                       | 29                |

| Kraj                  | Certyfikat  | Sprzedaż |
| --------------------- | ----------- | -------- |
| Wielka Brytania (BPI) | Złota płyta | 142 393+ |